# Rohkostsalat

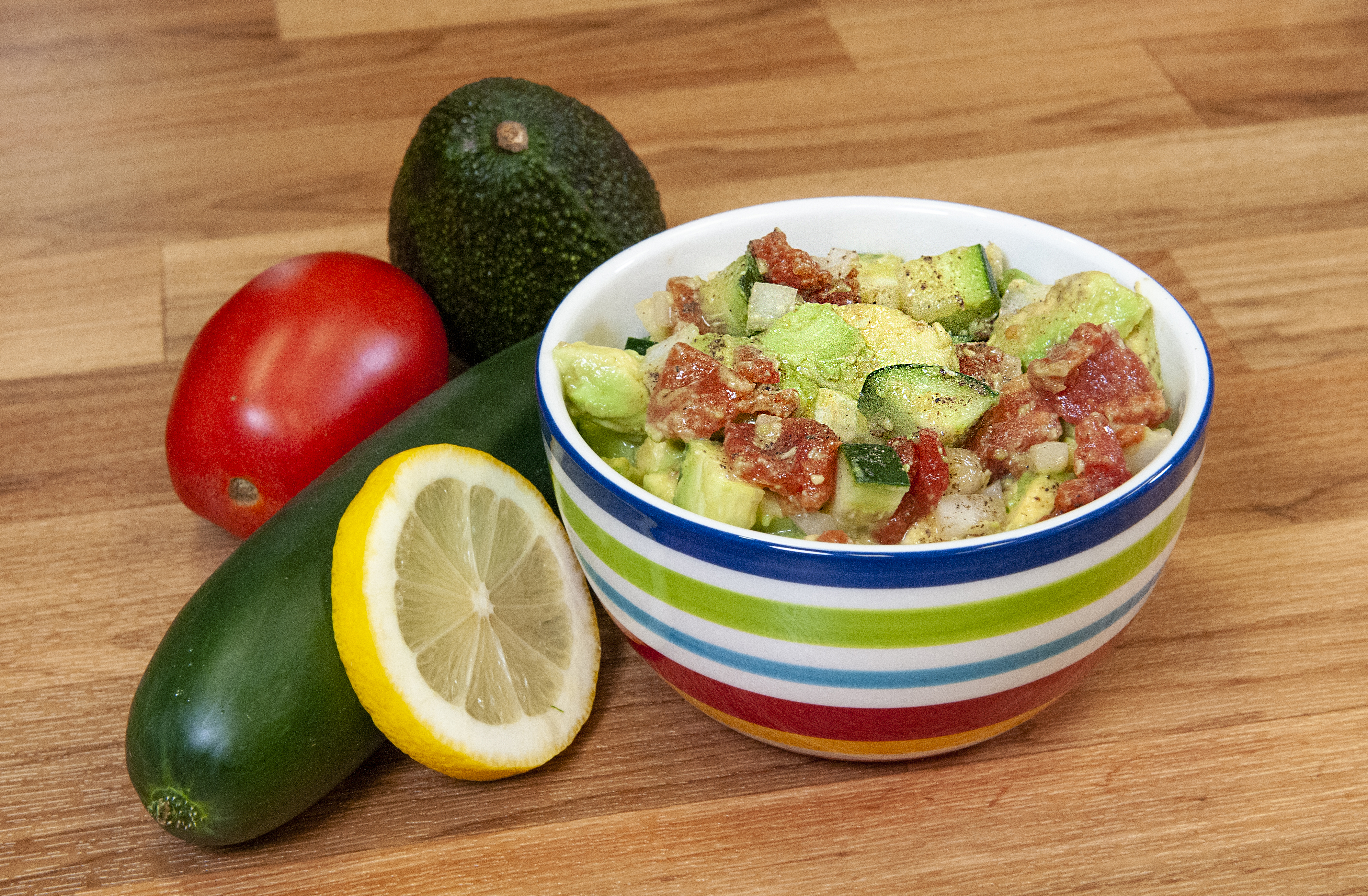
Gurken-Tomaten-Avocado-Salat

Rohkostsalat ist ein Salat, der mit rohem Gemüse und/oder Obst hergestellt wird. Man unterscheidet einfache Salate aus nur einer Hauptzutat oder Rohkostsalate aus verschiedenartigen Zutaten zusammengesetzt.
Sie gelten aus ernährungsphysiologischer Sicht als besonders wertvoll, da sie ballaststoffreich sind, einen geringen physiologischen Brennwert aufweisen und Mineralstoffe sowie Vitamine liefern. Sie werden auch von spezialisierten Betrieben küchenfertig hergestellt und in Beuteln verpackt verkauft. Rohkostsalate werden als kleine Zwischenmahlzeit, als Beilage oder auf dem Büfett angeboten, die Zutaten werden jeweils kurz vor dem Servieren gewaschen, geraspelt oder geschnitten und mit einer Marinade angemacht. Geeignete Marinaden sind Vinaigrette und Salatdressings mit Joghurt oder Sahne.
Bekannte einfache Rohkostsalate sind: Blattsalate, Gurkensalat, Karottensalat, Paprikasalat, Rettichsalat, roher Selleriesalat, Tomatensalat, u. a.
Zusammengesetzte Rohkostsalate können verschieden kombiniert werden wie z. B. Avocadosalat, Rote-Bete-(Meer)Rettich-Salat, Sauerkrautsalat mit Äpfeln und Zwiebeln, Fenchel-Sellerie-Apfel-Salat.